# Bitka pri Kursku
Bitka pri Kursku ali nemško Unternehmen Zitadelle [Operacija Citadela] je bila največja tankovska bitka v zgodovini. Odvijala se je poleti 1943 med vojskama Nemčije in Sovjetske zveze.
Bitka pri Kursku velja za del preobrata 2. svetovne vojne, poleg nemško-italijanskega poraza maja 1943 v Severni Afriki in izgubljeni nemški bitki za Stalingrad od avgusta 1942 do februarja 1943 (Friedrich Paulus). Po bitki pri Kursku je Rdeča armada začela s prodorom in osvobajanjem proti Zahodni Evropi.